# La Luz
La Luz és una concentració de població designada pel cens dels Estats Units a l'estat de Nou Mèxic. Segons el cens del 2000 tenia 1.615 habitants.

## Demografia
Segons el cens del 2000, La Luz tenia 1.615 habitants, 648 habitatges, i 463 famílies. La densitat de població era de 58,2 habitants per km².
Dels 648 habitatges en un 31% hi vivien nens de menys de 18 anys, en un 54,9% hi vivien parelles casades, en un 12,5% dones solteres, i en un 28,5% no eren unitats familiars. En el 23,3% dels habitatges hi vivien persones soles el 10% de les quals corresponia a persones de 65 anys o més que vivien soles. El nombre mitjà de persones vivint en cada habitatge era de 2,49 i el nombre mitjà de persones que vivien en cada família era de 2,95.
Per edats la població es repartia de la següent manera: un 26,6% tenia menys de 18 anys, un 6,8% entre 18 i 24, un 26,6% entre 25 i 44, un 24,9% de 45 a 60 i un 15% 65 anys o més.
L'edat mediana era de 39 anys. Per cada 100 dones de 18 o més anys hi havia 91,4 homes.
La renda mediana per habitatge era de 28.625 $ i la renda mediana per família de 29.719 $. Els homes tenien una renda mediana de 30.213 $ mentre que les dones 21.563 $. La renda per capita de la població era de 15.258 $. Aproximadament el 10,9% de les famílies i el 13,8% de la població estaven per davall del llindar de pobresa.

## Poblacions més properes
El següent diagrama mostra les poblacions més properes.